# Aulo Verginio Tricosto Rutilo
Aulo Verginio Tricosto Rutilo, in latino Aulus Verginius Tricostus Rutilus (fl. V secolo a.C.), è stato un politico e militare romano del V secolo a.C.

## Biografia
Aulo Verginio venne eletto console nel 476 a.C. insieme con Spurio Servilio Prisco.
Su Roma incombeva la minaccia degli Etruschi della Veio, che dopo aver sconfitto la milizia romana dei Fabi nella battaglia del Cremera, si erano minacciosamente fatti avanti, accampandosi sul Gianicolo, appena fuori dalle mura, razziando i campi e i pascoli dei romani.
A causa della presenza di Veienti sotto le mura di Roma, in città si soffriva la carestia, perché non si era potuto coltivare a grano, le terre minacciate dal nemico.
Da una delle frequenti scaramucce, ne nacque una feroce battaglia, combattuta durante più giorni nella zona compresa tra le mura romane e le pendici del Gianicolo, battaglia dalle alterne vicende (lo stesso console Spurio Servilio rischiò di perire), alla fine della quale i romani riuscirono a riconquistare il colle e a mettere in rotta i Veienti.
L'anno successivo, nel 475 a.C., testimoniò a favore del collega console Spurio Servilio Prisco, accusato dai tribuni della plebe Lucio Cedico e Tito Stazio, di aver mal condotto l'esercito romano nella battaglia del Gianicolo dell'anno prima.